# Ballader och oförskämdheter
Ballader och oförskämdheter är vissångaren och trubaduren Cornelis Vreeswijks albumdebut som släpptes den 24 juni 1964. Det producerades av Anders Burman och gavs ut på skivbolaget Metronome. Albumet blev snabbt en succé och satte fart på karriären för Vreeswijk. Hela albumet finns inkluderat på samlingen Mäster Cees memoarer vol. 1 (1993) som spår 13-25.

## Låtlista
Alla låtar skrivna av Cornelis Vreeswijk.

### Sida A
1. "Ballad på en soptipp" – 2:37
2. "Visa i vinden" – 2:40
3. "Halleluja, jag är frisk igen" – 1:33
4. "Lillsysterns undulat är död" – 1:21 (står som 3:21 på LP-omslaget)
5. "Ann-Katarin" – 3:21 (står som 2:10 på LP-omslaget)
6. "Häst-på-taket-William" – 1:58
7. "Tältet" – 2:18

### Sida B
1. "På grund av emigration" – 2:40
2. "Min polare Per" – 2:10
3. "Balladen om all kärleks lön" – 1:57
4. "Balladen om Fredrik Åkare" – 2:18
5. "Perfect time killer" – 2:29
6. "Vaggvisa" – 2:42